# Eksodezoksiribonukleaza VII
Eksodezoksiribonukleaza VII (EC 3.1.11.6,  eksonukleaza VII, E. coli eksonukleaza VII, endodezoksiribonukleaza VII, eksonukleaza VII) je enzim. Ovaj enzim katalizuje sledeću hemijsku reakciju
Eksonukleolitičko razlaganje u bilo 5'- ka 3'- ili 3'- ka 5'- smeru čime se formiraju nukleozid 5'-fosfati
Ova enzim preferentno deluje na jednolačanu DNK.

## Literatura
- Nicholas C. Price; Lewis Stevens (1999). Fundamentals of Enzymology: The Cell and Molecular Biology of Catalytic Proteins (Third изд.). USA: Oxford University Press. ISBN 019850229X.
- Eric J. Toone (2006). Advances in Enzymology and Related Areas of Molecular Biology, Protein Evolution (Volume 75 изд.). Wiley-Interscience. ISBN 0471205036.
- Branden C; Tooze J. Introduction to Protein Structure. New York, NY: Garland Publishing. ISBN 0-8153-2305-0.
- Irwin H. Segel. Enzyme Kinetics: Behavior and Analysis of Rapid Equilibrium and Steady-State Enzyme Systems (Book 44 изд.). Wiley Classics Library. ISBN 0471303097.

## Spoljašnje veze
- Exodeoxyribonuclease+VII на 